# Staropolskie określenia stopnia pokrewieństwa

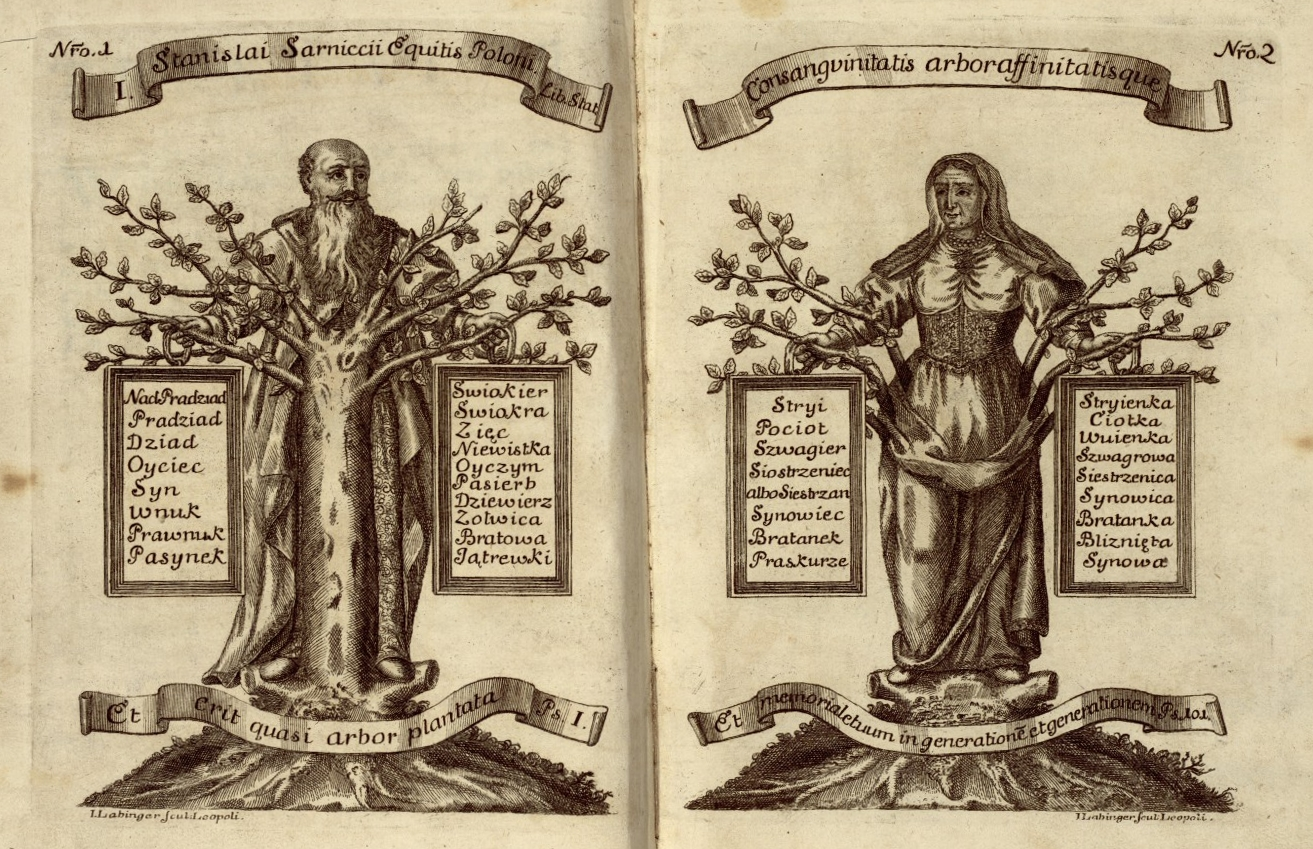
Ilustracje z dzieła „Heraldica to iest osada kleynotow rycerskich” Józefa Jabłonowskiego z 1742 roku pokazująca stopnie pokrewieństwa po mieczu i po kądzieli.

Staropolskie określenia stopnia pokrewieństwa dotyczą nazw, którymi określa się członków rodziny. Niektóre z nich wyszły z użycia i nie są stosowane w dzisiejszej polszczyźnie.
Krewnych po ojcu określano krewnymi po mieczu (lub agnatami), a po matce po kądzieli (lub kognatami, najczęściej terminy „agnat” i „kognat” stosowane były do przodków). Bliższą rodziną byli męscy potomkowie, jako zachowujący to samo nazwisko i herb.
Dzieci swoich braci mężczyzna nazywał synowcami i synowicami, kobieta – bratankami i bratanicami. Dzieci sióstr były zwane siostrzeńcami i siostrzenicami. Według niektórych źródeł dzieci rodzeństwa określano ogólnie terminami nieć (rzadziej nieść) i nieściora, według innych źródeł terminy te odnosiły się do dzieci kuzynów (czyli wnuków stryjów, wujów i ciotek). Do brata ojca zwracano się stryju lub stryku, a do jego żony stryjenko bądź stryjno. Wujem i wujną lub wujenką tytułowano brata matki i jego małżonkę. Siostrę babki nazywano wielką ciotką lub praciotką, brata dziadka – wielkim stryjem, prastryjem lub przestryjem. Brata babki określano terminem wielki wuj, stary wuj lub przedwieć. Nie istniał termin kuzyn: dzieci stryjów, wujów i ciotek określano bracia i siostry stryjeczne, wujeczne i cioteczne. Terminy wuj i (zwłaszcza) stryj rozszerzano także na kuzynów rodziców; wówczas dla odróżnienia rodzeństwo braci rodziców określano mianem stryj rodzony, wuj rodzony. Dzieci stryjów nierodzonych (czyli kuzyni drugiego stopnia) określane były jako bracia i siostry przestryjeczne. Dzisiejsze dziecko to było dziecię lub czędo. Na wnuka i wnuczkę mówiono wnęk i wnęka. Rodzic był określeniem właściwym tylko dla ojca.
W staropolszczyźnie również stopnie powinowactwa miały swoiste nazwy. Rodzice męża nazywani byli: świekier (świakier, świokier) i świekrew (świekra, swiekrucha). Ojca i matkę żony określano zaś jako cieść (później teść) i cieścia (wcześniej ćścia, później teścia, teściowa). Mężem córki był, podobnie jak dziś, zięć, za to synową (żonę syna) określano terminem snecha, sneszka, niewiastka (bo nic się o niej nie wiedziało). Na siostry męża mówiło się zełwa, zołwa, zełwica lub żołwica czy żełwia, a na brata męża – dziewierz. Żona brata męża (żona dziewierza) nosiła nazwę jątrew lub jątrewka, tą samą nazwą określano czasem bratową (żonę brata). Mąż siostry był określany jako swak. Brata żony określano terminem szurzy, czasem szurza lub szurzyn, siostra żony nosiła nazwę świeść. Męża świeści określano czasem terminem paszenog pochodzenia awarskiego. Mężem ciotki (cioty) był pociot lub naciot; nazywano tak zarówno męża siostry ojca, jak i siostry matki.